# Viticoltura in Germania

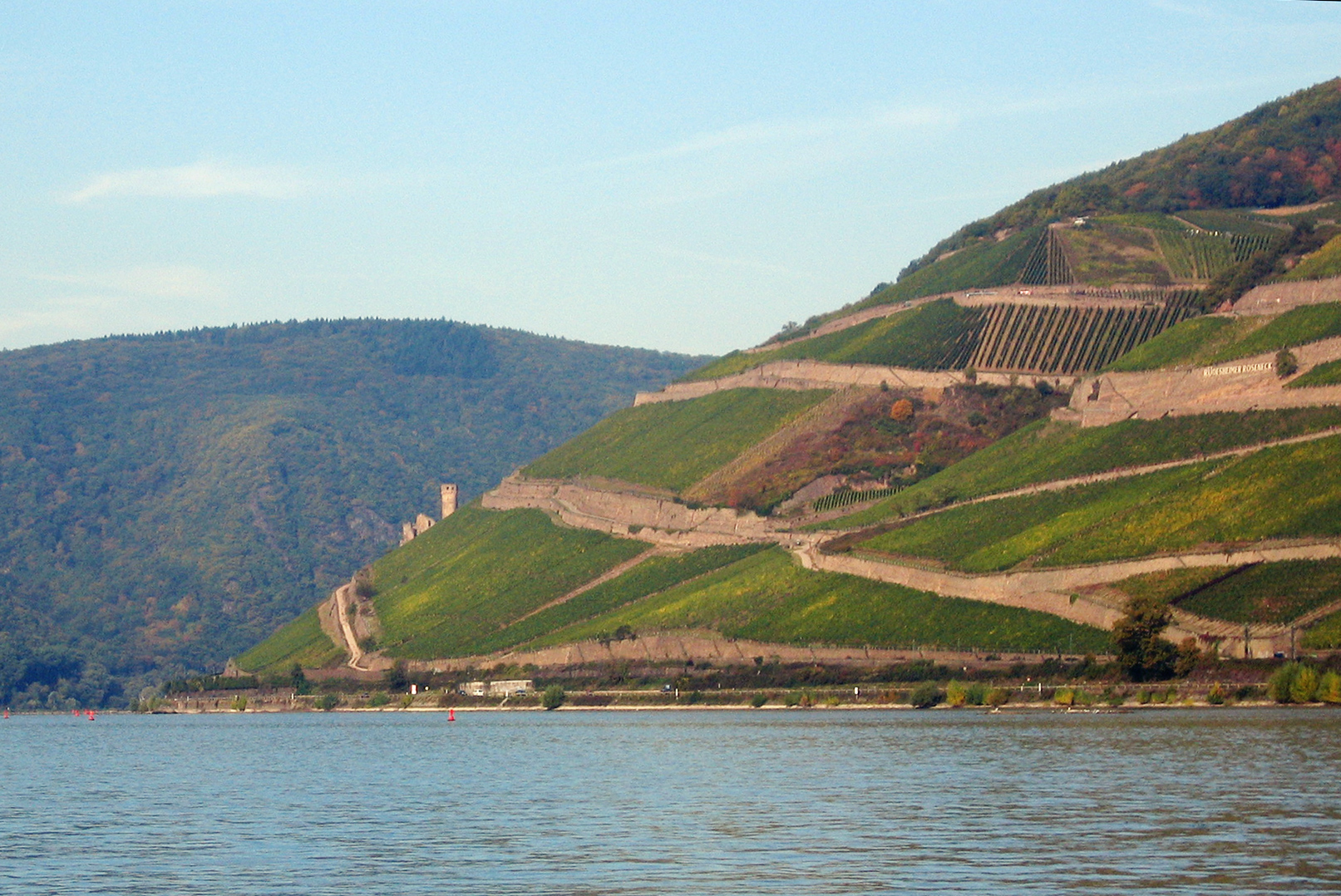
Vigneti Riesling e Spätburgunder (Pinot nero) scoscesi a Rüdesheimer Berg sul Reno nella regione di Rheingau

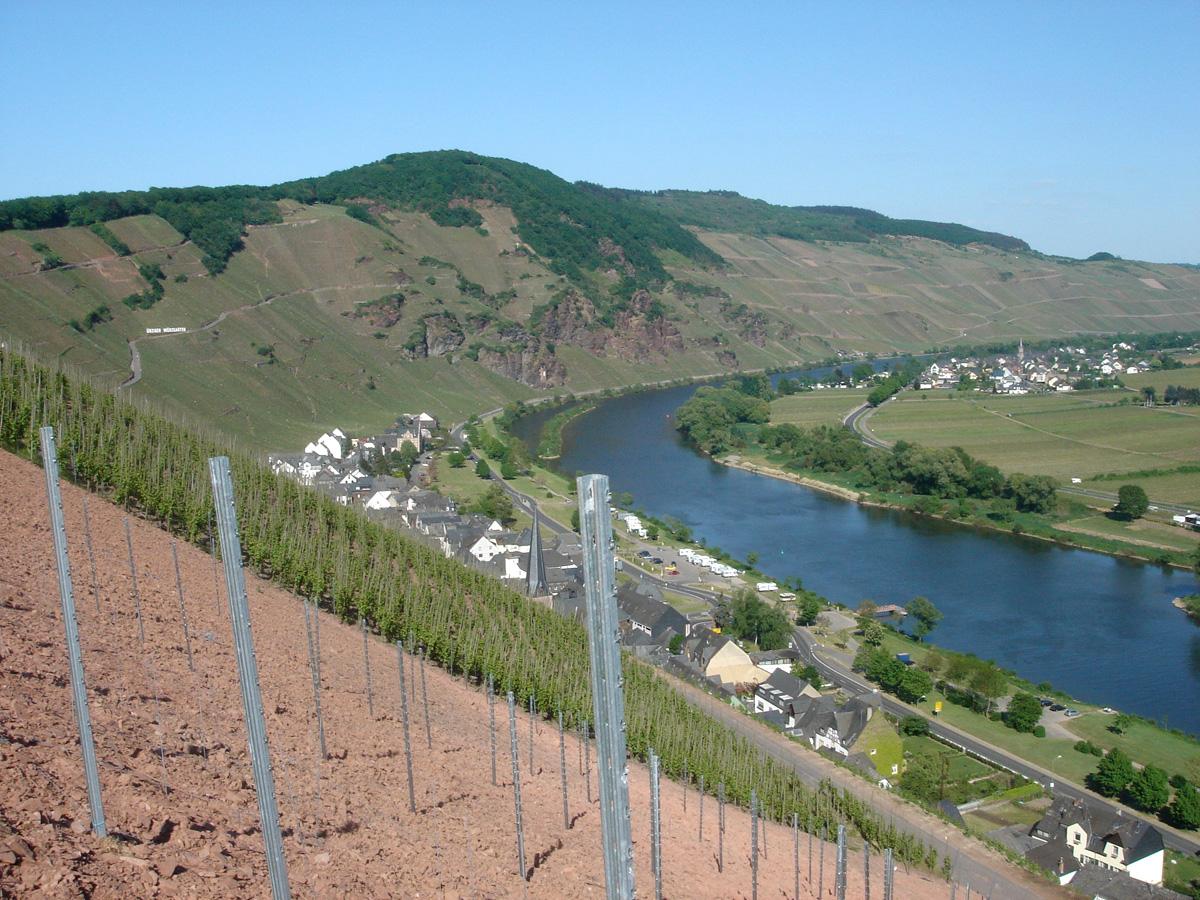
Vigneti scoscesi lungo la Mosella, vicino al paese di Ürzig

La Viticoltura in Germania è un'attività che si svolge principalmente nell'area occidentale, lungo il fiume Reno e nei suoi affluenti con le più antiche piantagioni che risalgono al periodo romano.
Circa il 60% del vino prodotto in Germania proviene dallo stato federale della Renania-Palatinato dove si trova 6 delle 13 regioni (Anbaugebiete) vitivinicole tedesche.
La Germania ha circa 103.000 ettari (1030 chilometri quadrati) di vigneti che è circa 1/10 della superficie vitivinicola di Spagna, Francia o Italia.
La produzione totale di vino è attorno ai 10 milioni di ettolitri all'anno, corrispondenti a 1,3 miliardi di bottiglie che rendono la Germania l'ottava più grande produttrice di vini al mondo, I vini bianchi sono quasi 2/3 della produzione totale.

## Storia

### L'inizio

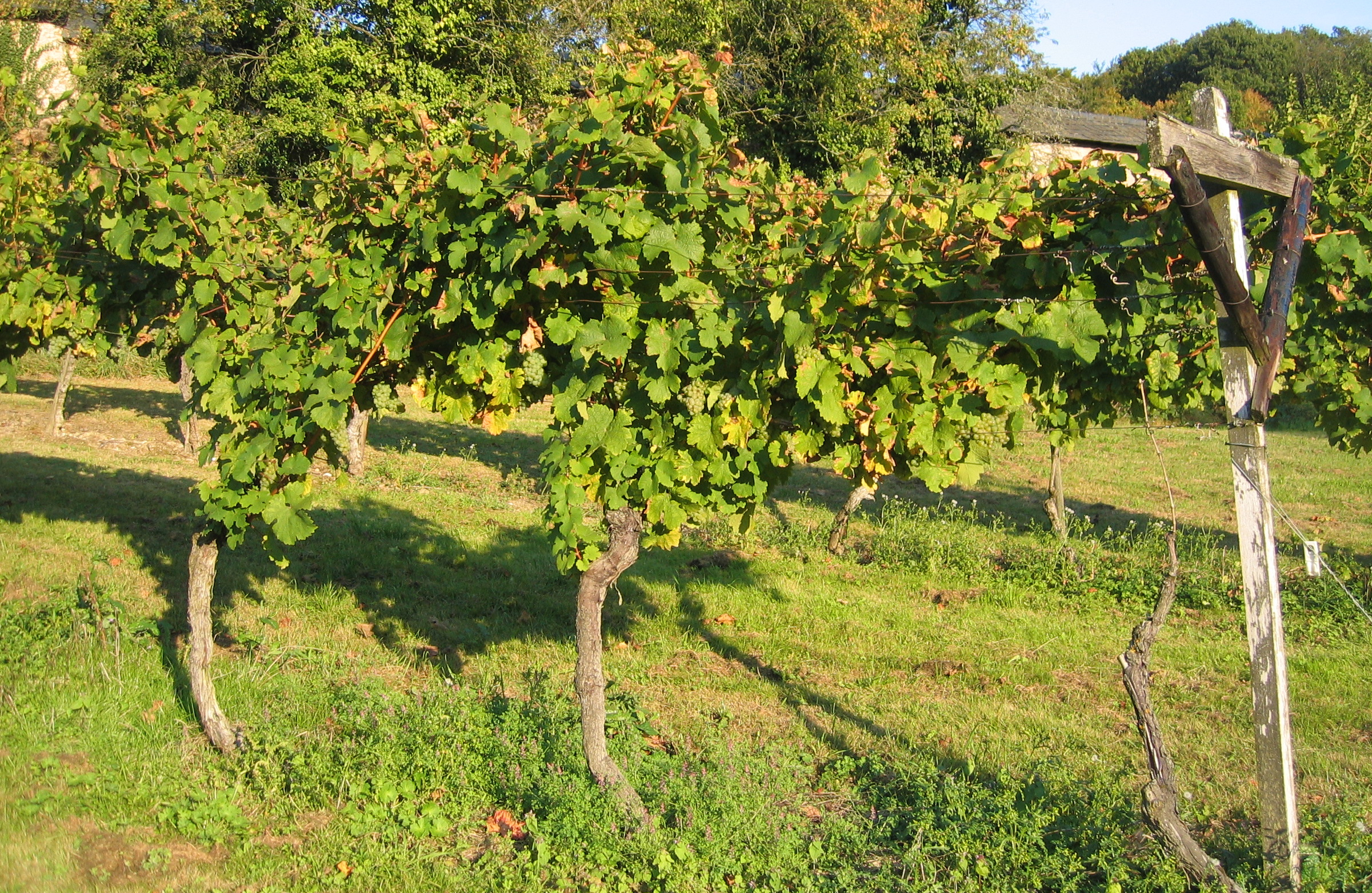
Allevamento a spalliera secondo il sistema Pfälzer Kammertbau tipico del Palatinato, dove fu largamente utilizzato fino al XVIII secolo. Nella versione interamente in legno (senza fili d'acciaio), questo sistema dovrebbe risalire all'epoca romana.

La viticoltura in Germania é presente fin dagli Antichi Romani, dal 70 al 250 CE/AD.
A quei tempi la parte occidentale dell'odierna Germania costituiva l'avamposto dell'impero romano contro le tribù germaniche sull'altra sponda del Reno. 
I reperti archeologici più antichi che potrebbero indicare l'antica viticoltura tedesca sono coltelli da potatura ricurvi rinvenuti nelle vicinanze delle guarnigioni romane, risalenti al I secolo d.C.
L'imperatore Probo, il cui regno può essere datato due secoli dopo questi coltelli, è generalmente considerato il fondatore della viticoltura tedesca, ma per una documentazione solida della vinificazione in terra tedesca dobbiamo andare intorno al 370 d.C., quando Ausonio di Bordeaux scrisse Mosella, dove descrisse in termini entusiastici i ripidi vigneti sul fiume Mosella.
È noto che la vite selvatica, antenata della Vitis vinifera coltivata, cresceva nell'alto Reno già in epoca storica, ed è possibile (ma non documentato) che la viticoltura tedesca sia stata avviata in epoca romana utilizzando varietà locali.
Non si sa quasi nulla dello stile o della qualità dei vini "tedeschi" prodotti in epoca romana, ad eccezione del fatto che il poeta Venanzio Fortunato menziona il vino rosso tedesco intorno al 570 d.C.

### Dal Medioevo a oggi
Prima dell'epoca di Carlo Magno, la viticoltura germanica era praticata principalmente, anche se non esclusivamente, sulla sponda occidentale del Reno.
Due esempi del Rheingau lo illustrano: l'arcivescovo Ruthard di Magonza (regnante dal 1089 al 1109) fondò un'abbazia benedettina sui pendii sopra Geisenheim, il cui terreno in seguito divenne Schloss Johannisberg. Il suo successore Adalberto di Magonza donò nel 1135 il terreno sopra Hattenheim ai cistercensi inviati da Clairvaux in Champagne, che fondarono il Kloster Eberbach.
Molti vitigni comunemente associati ai vini tedeschi sono stati documentati già nel XIV o XV secolo.
La varietà più coltivata nella Germania medievale era tuttavia l'Elbling, era comune anche il Silvaner e si registrano anche il Moscato, il Räuschling e il Traminer.
Per diversi secoli dell'era medievale, i vigneti della Germania (inclusa l'Alsazia) si espansero e si ritiene che abbiano raggiunto la loro massima estensione intorno al 1500, quando fu piantata forse fino a quattro volte la superficie vitata attuale.
Il declino può essere attribuito al fatto che la birra prodotta localmente divenne la bevanda quotidiana nella Germania settentrionale nel XVI secolo.
Nel XVII secolo, alla dissoluzione dei monasteri, dove si concentrava gran parte del know-how vitivinicolo, in quelle zone che accettarono la riforma protestante, e ai cambiamenti climatici della Piccola Era Glaciale che resero difficile o impossibile la viticoltura nelle zone marginali le zone.
Un evento importante ebbe luogo nel 1775 presso il castello di Johannisberg nel Rheingau, quando il corriere che consegnava il permesso di raccolta fu ritardato di due settimane, con il risultato che la maggior parte delle uve nel vigneto di solo Riesling di Johannisberg erano state colpite dalla muffa nobile prima dell'inizio della vendemmia.

## Sistema di qualità
La classificazione tedesca dei vini è talvolta fonte di confusione.
Tuttavia, per coloro che hanno familiarità con i termini utilizzati, un'etichetta di vino tedesca rivela molte informazioni sull'origine del vino, tra cui la minima maturità delle uve utilizzate per il vino e la sua secchezza/dolcezza.
Le classificazioni di maturità dei vini tedeschi riflettono il contenuto minimo di zucchero nell'uva (noto anche come "alcol potenziale" = la quantità di alcol risultante dalla fermentazione di tutto lo zucchero nel succo) al punto di raccolta dell'uva. Non hanno nulla a che fare con la dolcezza del vino dopo la fermentazione, che è una delle percezioni sbagliate più comuni sui vini tedeschi.
- Deutscher Tafelwein
- Qualitätswein bestimmter Anbaugebiete (QbA)
- Qualitätswein mit Prädikat (QmP) (fino al 2007 Prädikatswein)
  - Kabinett: i vini ottenuti da uve che hanno raggiunto livelli alcolici potenziali minimi definiti.
  - Spätlese: i vini (a "vendemmia tardiva") ottenuti da uve che hanno raggiunto livelli alcolici potenziali minimi definiti. Tali requisiti minimi differiscono per regione e varietà di uva. Gli Spätlese è il secondo livello di selezione delle uve di riserva.
  - Auslese: i vini (a "raccolto selezionato") ottenuti da uve che hanno raggiunto livelli alcolici potenziali minimi definiti. Tali requisiti minimi differiscono per regione e varietà di uva. Gli Auslese è il terzo livello di selezione delle uve di riserva.
  - Beerenauslese: i vini ("selezione di bacche") ottenuti da uve che hanno raggiunto livelli alcolici potenziali minimi definiti. La concentrazione del succo d'uva potrebbe essere stata facilitata da un fungo Botrytis, che perfora la buccia dell'uva costringendo l'acqua a gocciolare e tutti gli elementi rimanenti a concentrarsi. A causa dell'elevato potenziale alcolico richiesto per questa categoria di maturità, questi vini sono generalmente trasformati in vini dolci e possono produrre buoni vini da dessert.
  - Trockenbeerenauslese: i vini ("selezione di bacche secche") sono ottenuti da uve con un potenziale alcolico ancora più elevato, generalmente raggiungibile solo con l'aiuto di Botrytis. Le uve utilizzate per Trockenbeerenauslese hanno raggiunto uno stato ancora più simile all'uvetta rispetto a quelle utilizzate per Beerenauslese. A causa dell'alta concentrazione di zucchero nell'uva simile all'uvetta, questi vini possono essere prodotti solo in uno stile dolce e producono vini estremamente dolci, concentrati e solitamente piuttosto costosi.
  - Eiswein (vino ghiacciato)

Ci sono, poi, diversi termini per identificare i coltivatori e i produttori del vino:
- Weingut si riferisce a un'azienda vitivinicola e vinicola, piuttosto artigianale che industriale.
- Weinkellerei si riferisce a una struttura di maturazione e imbottigliamento, un imbottigliatore o spedizioniere.
- Winzergenossenschaft si riferisce a una cooperativa di vinificazione.
- Gutsabfüllung si riferisce a un vino coltivatore / produttore imbottigliato in azienda.
- Abfüller si riferisce a un imbottigliatore o mittente.

## Regioni vitivinicole
La Germania possiede tredici regioni (Anbaugebiete) vitivinicole.

### Ahr

#### Vitigni
- Spätburgunder

### Baden

#### Vitigni
- Müller Thurgau
- Rülander
- Gutedel
- Sylvaner
- Weissburgunder
- Gewürztraminer
- Spätburgunder
- Riesling

### Franconia o Franken

#### Vitigni
- Sylvaner
- Spätburgunder
- Portugieser

### Bergstraße dell'Assia(Strada di montagna assiana) o Hessische Bergstraße

#### Vitigni
- Riesling
- Pinot grigio
- Pinot bianco

### Medio Reno o Mittelrhein

#### Vitigni
- Müller Thurgau
- Riesling

### Mosella o Mosel (Fiume Mosella)

#### Vitigni
- Riesling Renano
- Müller Thurgau
- Elbling

### Nahe – (Fiume Nahe)

#### Vitigni
- Riesling
- Sylvaner
- Müller Thurgau

### Palatinato o Pfalz

#### Vitigni
- Riesling Renano
- Traminer aromatico
- Weissburgunder
- Rülander
- Spätburgunder
- Müller-Thurgau
- Kerner
- Morio-Muskat
- Scheurebe

### Rheingau

#### Vitigni
- Pinot nero

### Assia Renana o Rheinhessen

#### Vitigni
- Müller Thurgau

### Saale-Unstrut
Una delle due regioni dell'ex Germania orientale lungo i fiumi Saale e Unstrut e la regione vinicola più settentrionale della Germania.

#### Vitigni
- Müller Thurgau
- Riesling
- Pinot bianco

### Sassonia o Sach

#### Vitigni
- Müller Thurgau
- Riesling
- Pinot bianco

### Württemberg

#### Vitigni
- Trollinger
- Riesling
- Schillerwein

## Vitigni

### Autoctoni
- Riesling
- Müller-Thurgau
- Spätburgunder
- Dornfelder
- Grauburgunder
- Sylvaner
- Weißburgunder
- Blauer Portugieser
- Kerner
- Trollinger
- Schwarzriesling
- Regent
- Lemberger
- Bacchus
- Scheurebe
- Gutedel
- Traminer
- Sauvignon blanc
- St. Laurent
- Elbling
- Ortega
- Morio-Muskat
- Acolon
- Elbling
- Faberrebe
- Domina
- Dunkelfelder
- Cabernet Mitos

### Alloctoni
- Cabernet Sauvignon
- Merlot
- Chardonnay